# 커피 전쟁

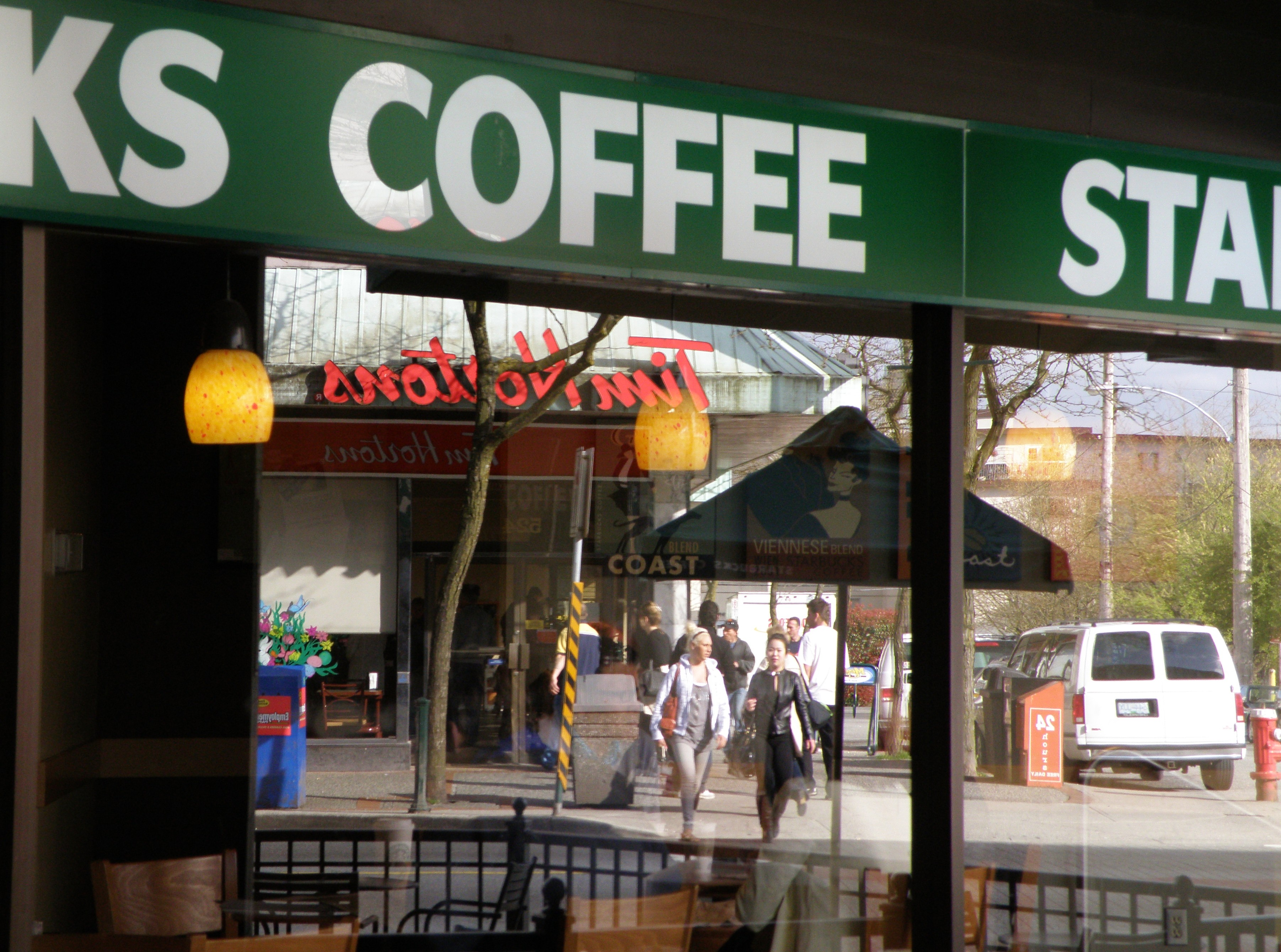
대부분의 커피 전쟁은 소비자 시장 점유율을 위한 것으로, 스타벅스와 팀홀튼 등 가장 큰 커피 하우스들이 참여한다. 사진은 뉴웨스트민스터, 캐나다에서 팀홀튼 간판이 비치는 스타벅스 매장.

커피 전쟁(영어: Coffee wars)은 때때로 카페인 전쟁(caffeine wars)이라고도 불리며, 카페 체인과 에스프레소 머신 제조사들이 브랜드 및 소비자 시장 점유율을 높이기 위해 사용하는 다양한 판매 및 마케팅 전략을 포함한다. 북미에서 이 전쟁의 주요 경쟁자로는 일반적으로 스타벅스, 던킨, 맥도날드, 그리고 팀홀튼과 같은 대형 카페들이 포함된다. 디 이코노미스트에 따르면, 2000년대 후반 가장 큰 커피 전쟁은 미국에서 스타벅스와 맥도날드 간에 벌어졌다. 2010년대 초부터 미국 시장은 주로 두 거대 기업인 스타벅스와 던킨이 경쟁해왔다. 2020년부터는 스타벅스와 루이싱커피 간의 중국 커피 시장 경쟁이 심화되었다.
경제 활동 둔화기와 경기후퇴 (소비자 수요 감소에 기여)는 커피 전쟁의 증가와 연관되어 왔다. 커피 산업의 주요 혁신, 특히 1회용 에스프레소 포드의 등장은 시장의 진입 장벽을 낮추었다. 전통적으로 매장 수가 시장 점유율을 측정하는 지표로 여겨졌지만, 기업과 분석가들은 수익, 재무상태표, 유기적 성장, 영업이익률, 주식 시장 성과를 유사한 지표로 포함시켰다.

## 아시아

### 중국

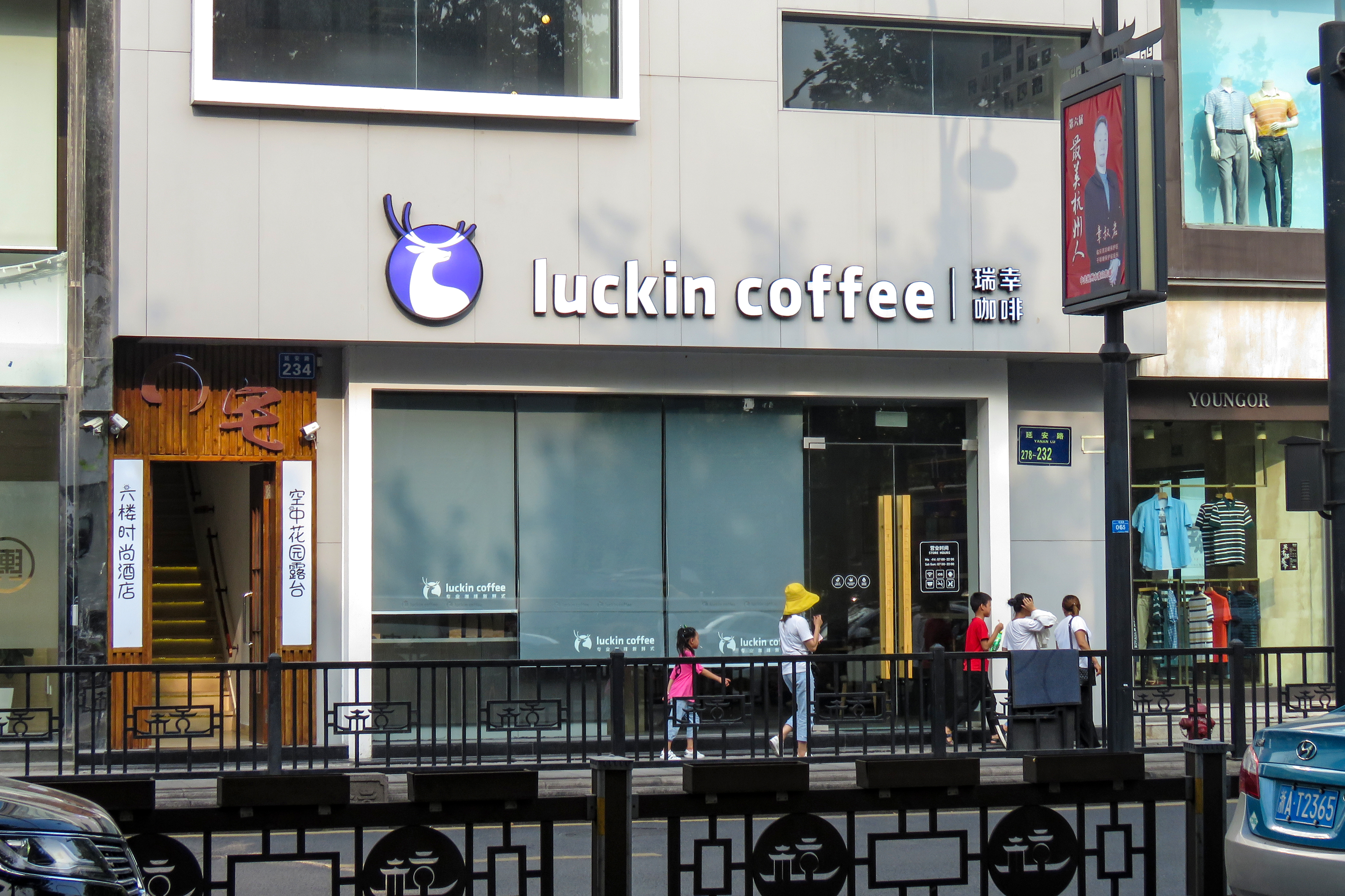
2020년 이후 루이싱커피는 매장 수 기준으로 중국 최대의 커피 체인이 되었다.

1990년대 초부터 2010년대 후반까지 스타벅스는 중국에서 가장 큰 카페였다. 그러나 2017년부터 중국 커피 시장을 두고 스타벅스와 루이싱커피 간의 경쟁이 심화되었다.
2018년 8월, 루이싱커피는 중국 내 온라인 소매 입지를 확대하기 위해 전자상거래 그룹 알리바바와 유통 계약을 체결했다. 두 회사가 각각의 대리인 역할을 한 2018년 무역 전쟁 또한 중국 내 루이싱커피의 부활로 이어졌다.
2020년 1월, 루이싱커피는 중국에서 스타벅스보다 더 많은 매장을 보유하게 되었는데, 루이싱커피는 4,500개, 스타벅스는 4,200개였다. 그러나 이 중국 회사의 미국 자본 시장 진출은 2020년 4월 초, 사기 회계 및 시장 점유율 예측 부풀리기 보고서가 나온 후 흔들렸다. 루이싱커피의 주식은 미국 및 중국 당국의 회사범죄 조사 개시 후 미국 주식시장에서 거래가 중단되었다. 중국 소비자들은 미국 기업, 특히 스타벅스에 대한 거부감으로 루이싱커피의 시장 점유율을 높이고 있었다. 중국 정부는 곧바로 국내 투자자들에게 이를 경고하며 "루이싱커피의 행위는 중국 기업의 해외 명성을 해친다"고 썼다. 파산 가능성을 우려한 루이싱커피 고객들은 무료 음료 바우처를 사용하기 위해 온라인 앱에 주문을 쏟아냈고, 이는 일시적으로 시장 점유율 상승으로 이어졌다.
루이싱커피는 이후 "중국 비즈니스 역사의 기적"이라 불릴 만큼 반등했으며, 2024년 현재 중국에서 16,218개 매장을 보유하여 스타벅스(6,975개)를 제치고 지배적인 카페가 되었다.

### 대만

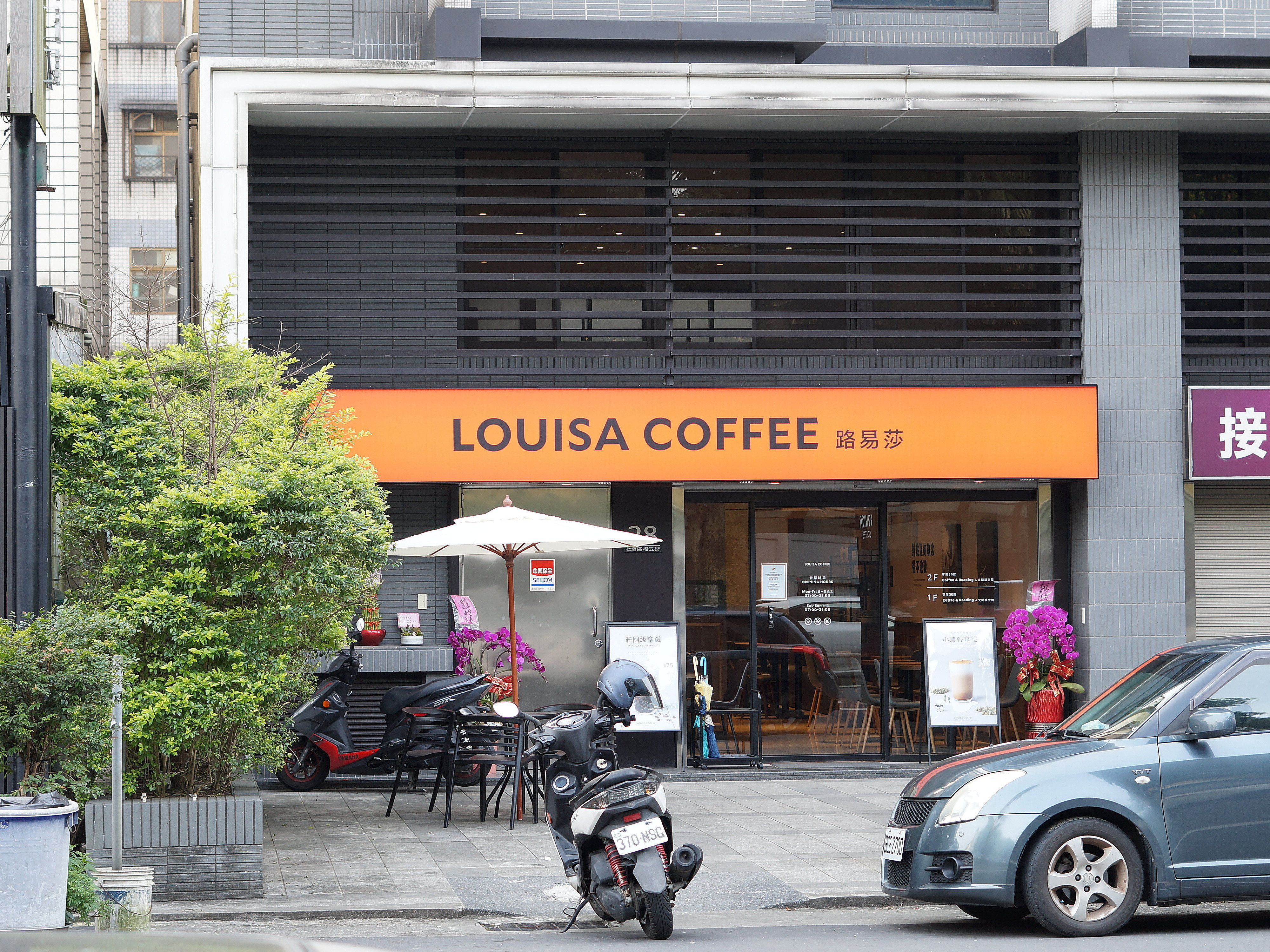
2019년 이후 루이사 커피는 매장 수 기준으로 대만에서 가장 큰 커피 체인이다.

대만에는 85°C 베이커리 카페와 루이사 커피를 비롯한 여러 인기 대만 커피 체인이 있다. 2019년 12월, 루이사 커피는 대만에서 가장 많은 매장을 보유한 체인이 되었다.

## 유럽

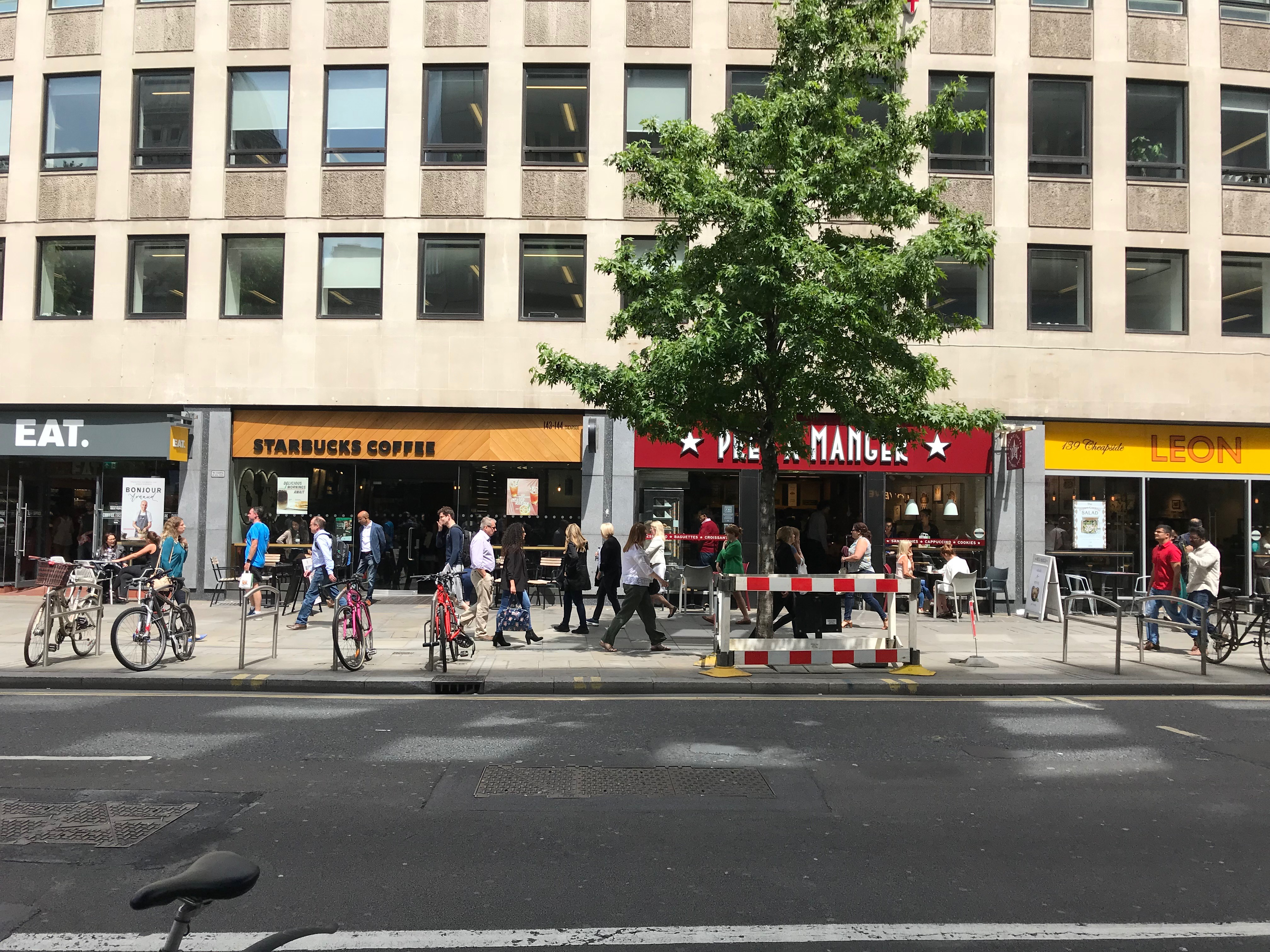
영국 런던 치프사이드에 나란히 있는 경쟁 매장들

북미의 커피 전쟁은 유럽 커피 시장에서 커피 전쟁에 더 잘 경쟁하기 위한 인수 합병의 증가를 촉진했다. 2018년 10월, 이탈리아 커피 회사 일리카페는 독일의 JAB 홀딩 컴퍼니와 합병하여 시장 점유율을 재편했다. 두 회사는 네슬레의 네스프레소 브랜드와 경쟁하기 위해 에스프레소 포드를 생산할 것이라고 발표했다. 유럽, 특히 이탈리아 브랜드들은 제3의 물결 커피 문화에 대한 문화적 거부감 때문에 미국 기반 커피 전쟁에서 경쟁하는 데 어려움을 겪는다. 그러나 그들의 이탈리아 정체성은 에스프레소에 관해서는 "다국적 기업에 비해 큰 이점"이다. 2018년 스타벅스와 네슬레의 이탈리아 커피 시장 진출은 루이지 라바짜와 일리카페가 M&A 활동을 늘리도록 했다. 2018년 10월, 루이지 라바짜는 마즈의 커피 사업을 6억 5천만 달러에 인수했으며, 일리카페는 JAB와 유통 계약을 체결했다. 월스트리트 저널은 유럽 커피 시장이 2018년에 830억 달러 규모였으며, 2019년에는 16% 증가할 것으로 추정했다. 루이지 라바짜의 부회장인 주세페 루이지 라바짜는 2018년에 스타벅스가 이탈리아 시장에서 경쟁력이 있음을 인정했다.

## 북미

### 캐나다
캐나다에서는 블렌즈 커피, 커피 타임, 컨트리 스타일, 세컨드컵, 스타벅스, 맥도날드 캐나다, 팀홀튼, 티모시 월드 커피 등 여러 커피 체인이 영업하고 있다.

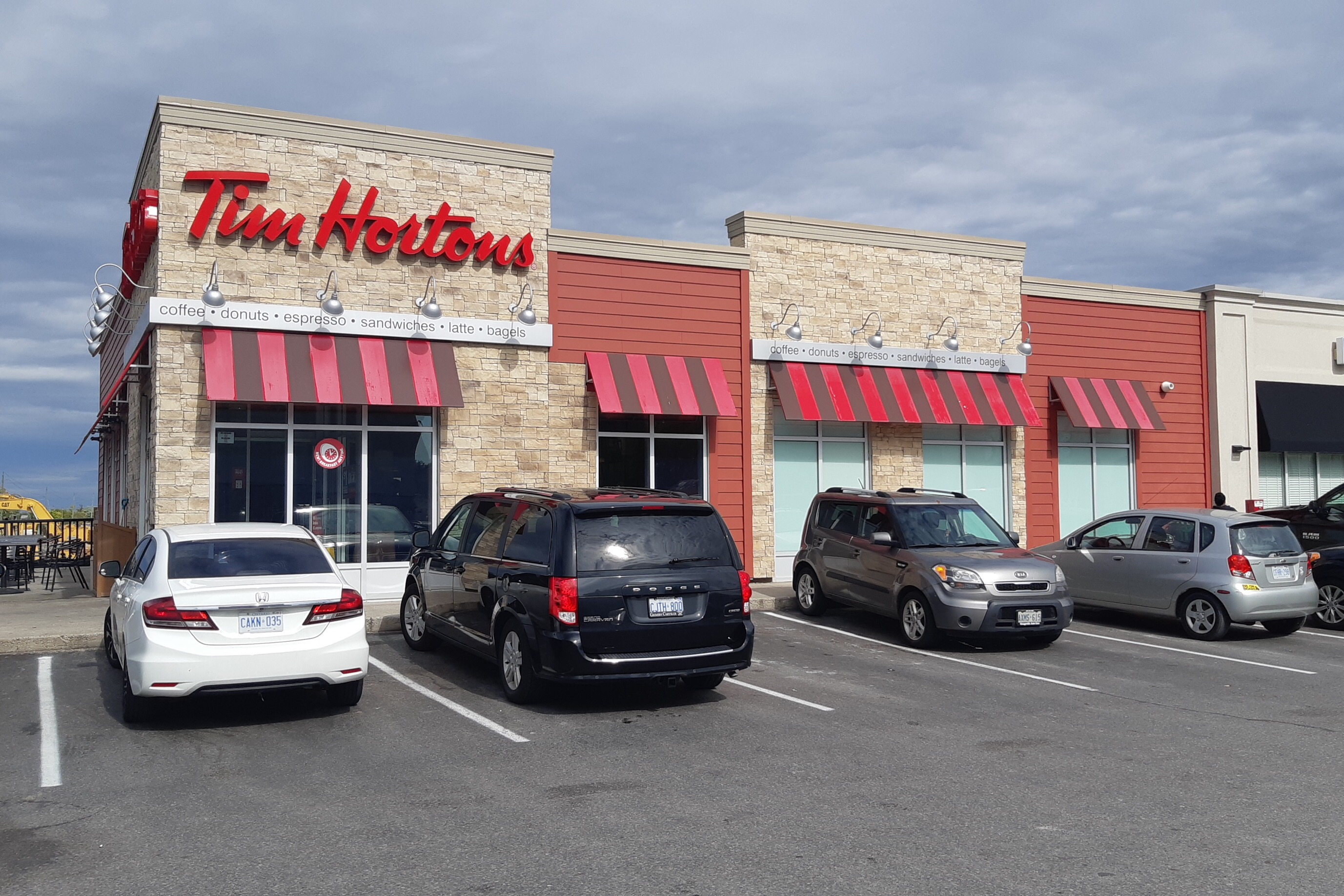
온타리오 셸번에 있는 팀홀튼 매장. 팀홀튼은 매장 수 기준으로 캐나다에서 가장 큰 커피 체인이다.

2000년대 후반, 스타벅스가 캐나다 아침 식사 시장(전통적으로 팀홀튼과 맥도날드가 지배하던 시장)을 유치하려는 노력을 기울이면서 캐나다에서 "커피 전쟁"이 시작되었다. 2010년대 동안 커피 체인들은 경쟁사로부터 시장 점유율을 빼앗기 위해 여러 특별 행사와 프로모션을 제공했다. 맥도날드는 2010년에 무료 소형 커피 반기 프로모션을 도입하여 팀홀튼의 연례 "림 롤업" 행사와 직접 경쟁하기 시작했다. NPD 그룹이 발표한 2011년 보고서에 따르면, 팀홀튼의 3,295개 매장은 캐나다 전체 레스토랑 트래픽의 26%를 차지했으며, 맥도날드의 1,400개 매장은 10%, 스타벅스 매장은 1.3%를 차지했다. 2011년 팀홀튼은 국내 제빵 식품 및 커피 시장의 76%를 차지했으며, 캐나다의 "패스트 서비스 레스토랑"에서 판매되는 커피 10잔 중 8잔은 팀홀튼에서 나온 것이었다. 팀홀튼은 그해 21억 잔 이상의 커피를 판매했으며, 반대로 맥도날드는 그해 2억 잔의 커피를 판매했다.
2016년 12월 31일 기준으로 팀홀튼은 캐나다에서 4,613개 매장으로 여전히 가장 많은 매장을 보유한 커피 체인이었다. 맥도날드와 스타벅스는 모두 캐나다에서 1,400개 이상의 매장을 운영하고 있다. 2014년 캐나다는 인구 대비 스타벅스 매장이 세계에서 가장 많았는데, 캐나다 주민 100만 명당 39.54개의 스타벅스 매장이 있었다. 캐나다 커피 시장에서 추가 시장 점유율을 확보하기 위해 맥도날드는 2015년에 캐나다에서 독립적인 맥카페를 개설하기 시작했다. 맥도날드는 1970년대부터 2018년까지 캐나다에서 드립 커피 판매량을 3배 늘려 시장 점유율을 13%로 두 배 증가시켰다. 그러나 같은 기간 던킨 도너츠는 캐나다 시장에서 철수했으며, 2018년 9월 마지막 세 개의 캐나다 매장을 폐쇄했다. 던킨 도너츠의 캐나다 내 쇠퇴는 주로 팀홀튼과의 직접적인 경쟁 때문인 것으로 분석된다.
커피 외에도 컨트리 스타일, 맥도날드, 스타벅스, 팀홀튼 등 여러 패스트푸드 소매업체들은 캐나다의 패스트푸드 아침 식사 시장(일명 "아침 식사 전쟁")에서도 경쟁하고 있다.

### 미국
디 이코노미스트에 따르면, 2000년대 후반 가장 큰 커피 전쟁은 미국에서 스타벅스와 맥도날드 간에 벌어졌다. 이 두 카페 간의 역동성은 파이낸셜 타임스에서도 공유되었다. 세계 금융 위기 (2007년~2008년) 동안 소비 지출이 감소하면서 스타벅스의 시장 점유율은 감소했다. 맥도날드는 이를 활용하기 위해 2008년부터 2009년까지 대대적인 마케팅 공세를 펼쳤다. 2008년 12월, 맥도날드는 스타벅스가 맥도날드보다 비싼 가격에 커피를 판매하는 것을 조롱하며 "4달러는 멍청해"("Starbucks is dumb"의 언어 유희)라는 문구가 적힌 광고판을 세웠다. 또 다른 광고판에는 "라지는 새로운 그란데다"라고 적혀 있었는데, 이는 스타벅스의 사회적, 문화적 인식에 대한 비판이었다. 그러나 커피 전쟁의 주요 옹호자였던 스타벅스 최고경영자 하워드 슐츠는 시장 포화에 대한 우려를 표명하며 맥카페와 자신의 회사 제품 간의 비교에 대해 반대했다. 슐츠는 2008년 말 투자자들에게 "우리는 방어에 나설 것이며, 공격에 나설 것"이라고 말했다. 이 회사의 마케팅 책임자 존 무어는 2003년에 최근 시장 점유율 증가와 관련하여 맥도날드를 "커피로 위장한 뜨겁고 갈색 액체를 판매한다"고 비난했다. 이와 함께 인스턴트 커피의 확산 또한 포장 커피 시장, 특히 저가 부문에서 경쟁을 심화시켰다. 2009년 맥도날드는 특히 특수 에스프레소 음료를 제공하면서 스타벅스와의 "커피 전쟁을 공식적으로 시작"한 것으로 보였다. 그러나 이 시기 맥도날드의 국내 매출 중 커피가 차지하는 비중은 6%에 불과했다. 월스트리트 저널은 2011년 커피 가격대가 가까워질수록 인구 통계학적 시장이 다름에도 불구하고 카페 간 경쟁이 더욱 심화되었다고 보도했다.

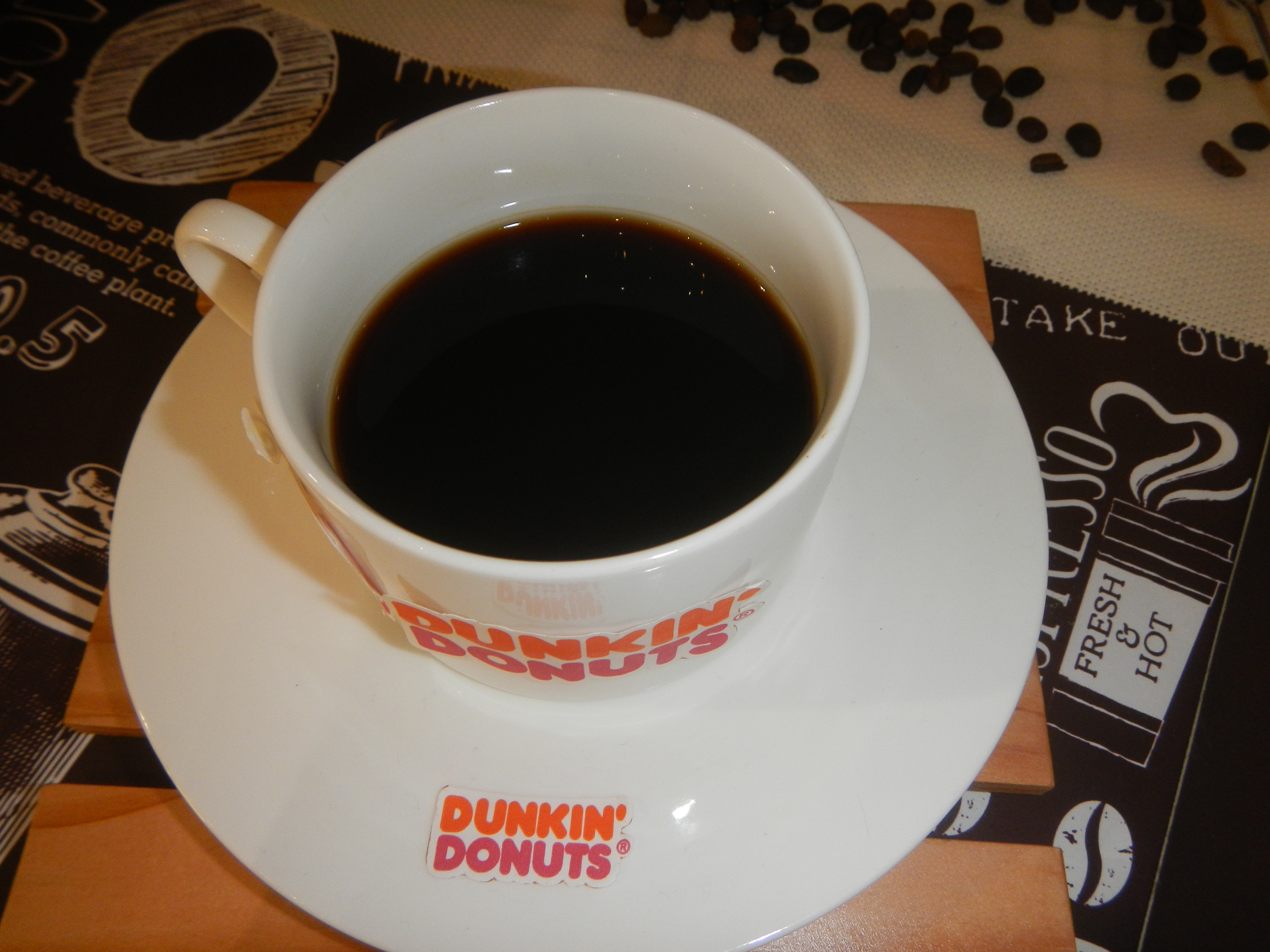
던킨 커피 한 잔, 2017년

2010년대 초부터 미국 커피 시장은 주로 두 거대 기업인 스타벅스와 던킨이 경쟁해왔으며, 이들은 미국 상업 커피 매장의 대부분을 차지한다. 2014년 가디언은 "미국에서 전쟁이 벌어지고 있으며, 전장은 커피"라고 보도했다. 2011년 7월 던킨 도너츠는 미국 주식시장에 상장하여 4억 2,750만 달러를 모금하며 "패스트푸드 커피 전쟁을 가열"시켰다. 2011년 던킨 도너츠는 뉴잉글랜드 커피 시장의 절반 이상을 장악했다. 회사 국내 매출의 약 60%는 커피 및 음료에서 나왔다. 2016년 던킨 도너츠는 기존의 따뜻한 드립 커피와 기본적인 에스프레소 기반 음료 포트폴리오에서 벗어나 아이스 커피 제품을 개편했다. 2년 후인 2019년, 이 도넛 회사는 음료 산업에서 더 잘 경쟁하기 위해 이름에서 "도너츠"를 삭제했다. 2019년 9월, 던킨은 스타벅스와 맥도날드에 대항하기 위해 1억 달러를 투자하겠다고 밝히며 스타벅스를 "숙적"이라고 불렀다. 6월까지 두 회사는 기록적인, 그러나 비교 가능한 주식 시장 성장을 기록했는데, 던킨은 24%, 스타벅스는 29% 상승했다. 2017년 CNN 분석에 따르면 던킨은 "커피 전쟁에서 특히 공격적"이었다. 그해 스타벅스 연례 회의에서 슐츠는 던킨의 시장 점유율 증가에 대해 주주들에게 은유적으로 "칼을 뽑으라"고 말했다. 역사적으로 미국(주로 서뉴욕)에서 제한적인 존재감을 가졌던 캐나다 체인 팀홀튼은 21세기 초 미국으로 대규모 확장을 했으며, 2014년 기존의 미국 패스트푸드 체인 버거킹과의 기업 합병으로 정점을 찍었다.
2013년 더 모틀리 풀은 스타벅스의 기프트 카드와 전국 로열티 프로그램의 확산이 커피 시장 점유율 증가의 주요 동인이라고 추측했다. 1년 후, 맥도날드는 카페 라떼 시장을 장악하며 스타벅스가 "커피 전쟁에서 승리"하고 있음을 인정했다. 경쟁사들은 매장 개설 자금을 조달하기 위해 사업부를 분사하여 시장 확장을 재편했다. 2018년 스타벅스는 포장 커피 사업을 네슬레에 매각하여 매장 운영을 위해 72억 달러를 확보했다. 경쟁사를 앞지르기 위해 스타벅스는 2019년 8월, 평소 가을 출시 대신 시그니처 펌킨 스파이스 라떼를 출시했다. 2020년 3월, 파네라 브레드는 스타벅스의 전국 로열티 프로그램과 직접 경쟁하기 위해 커피 구독 서비스를 시작했다. 코로나19 범유행은 가장 큰 카페들의 시장 점유율에 심각한 하락을 가져왔고, 소규모 카페들은 수요 부족으로 영구적으로 문을 닫았다. 대부분의 주요 기업들은 팬데믹 기간 동안 성장을 유지하기 위해 배달 플랫폼과 유통 계약을 시작했다: 우버이츠 (스타벅스), 그럽허브 (던킨), 그리고 도어대시 (맥도날드).
2023년 맥도날드는 오후 간식, 음료, 커피를 판매하는 몇몇 코스믹스 카페의 시범 운영을 시작했다. 이는 맥도날드가 미국 커피 시장에서 자신들의 위치를 재정립하려는 시도로 여겨졌다.

## 에스프레소 머신 시장
커피하우스들 간의 경쟁과 더불어, 에스프레소 머신 제조사들 또한 각자의 점유율을 확대하기 위해 경쟁해 왔다. 일반적으로 수동(추출), 자동(추출 및 서빙), 완전 자동(분쇄, 추출 및 서빙)의 세 가지 스타일로 제공되는 에스프레소 포드의 등장은 시장의 진입 장벽을 낮추었다. 2010년 네스프레소는 소형 일회용 커피 컨테이너를 발명하여 에스프레소 샷을 가정에서 추출하는 방법을 출시했다. 대부분의 주요 커피숍에서 제공하는 더 전통적인 분쇄 커피와는 대조적으로, 에스프레소 포드의 사용은 확산되었다. 2014년 3월 네스프레소의 특허가 만료되면서, 큐리그와 그린 마운틴 커피가 자체 브랜드를 출시할 수 있게 되었다. 2018년 큐리그 그린 마운틴은 닥터페퍼와 합병하여 큐리그 닥터페퍼를 설립했다. 2016년 3월, 스타벅스는 큐리그와 파트너십을 맺고 스타벅스 브랜드 포드를 큐리그 추출기에서 유통하며 공식적으로 시장에 진출했다고 발표했다. 2019년 4월, 스타벅스는 네슬레와 함께 모든 스타벅스 브랜드 에스프레소가 포함된 대규모 에스프레소 포드 제품군을 출시했다. 이는 세계 최대 커피하우스와 최대 포드 제조업체를 연결시켰다. 이후 많은 회사(이탈리아 제조업체인 루이지 라바짜와 일리카페 포함)가 자체 브랜드를 출시했다.

## 같이 보기
- 버거 전쟁
- 치킨 샌드위치 전쟁
- 콜라 전쟁
- 커피의 경제학
- 음식 트렌드
- 카페 체인 목록
- 커피 생산량에 따른 나라 목록